# ホビーセンターカトー
株式会社ホビーセンターカトーは、東京都新宿区に所在する鉄道模型販売会社である。「KATO」ブランドで鉄道模型製品を製造・輸入する関水金属の子会社である。ホビセンの通称で知られ、東京都新宿区と京都府京都市下京区に店舗を構える。

## 東京店
2014年1月に新社屋が竣工した5階建てのカトー本社ビルの1・2階を使用。自社製品（KATO製品）をはじめとする鉄道模型のショールームとして、その楽しさ・魅力・奥の深さを「生きた」展示で具体的にわかりやすく紹介、鉄道模型の普及・発展をめざすライブスポットとなっている。社屋前には京急230形電車が保存展示されており
、新社屋完成に前後して整備された。エントランスには、レールとSLの動輪、友情の象徴といわれるイルカの群れをアレンジした記念モニュメント『飛べ! カトー!!』を設置。作者は宮田亮平。
屋鋪要作のジオラマや石井竜也撮影の鉄道写真が展示されている。
KATO製品の展示・販売
鉄道模型店として国内最大級となる売り場面積（約1,450平方メートル）に、KATO製品や正規輸入品を中心としたNゲージ・16番ゲージ・HOスケールの鉄道模型製品（車両・線路・制御機器・建物・樹木・人形・アクセサリー）やレイアウト用品、補修用部品（Assyパーツ）などを展示・販売する。2階では、ホビーセンターカトーが代理店を務めているMinitrainS (2018年4月-)、PECO (2018年8月-)、バックマンのきかんしゃトーマスシリーズ (2019年8月-)などの輸入製品を展示・販売している。
鉄道ビデオ放映、KATO製品に関する情報発信、修理受付、各種相談なども行うほか、2階には実演コーナー、工作コーナー、サービスカウンターを設けている。

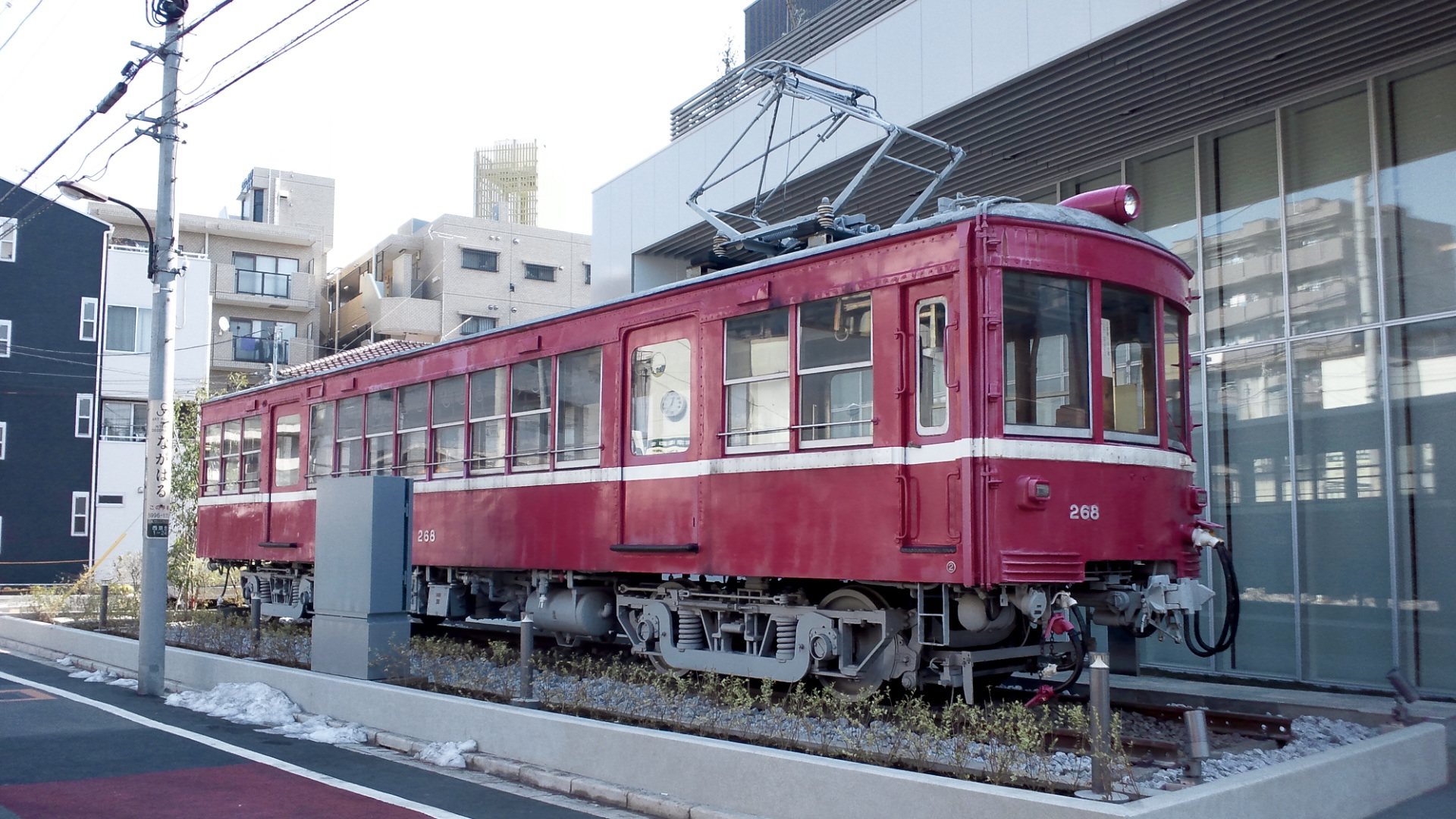
社屋前の京浜急行電鉄230形電車
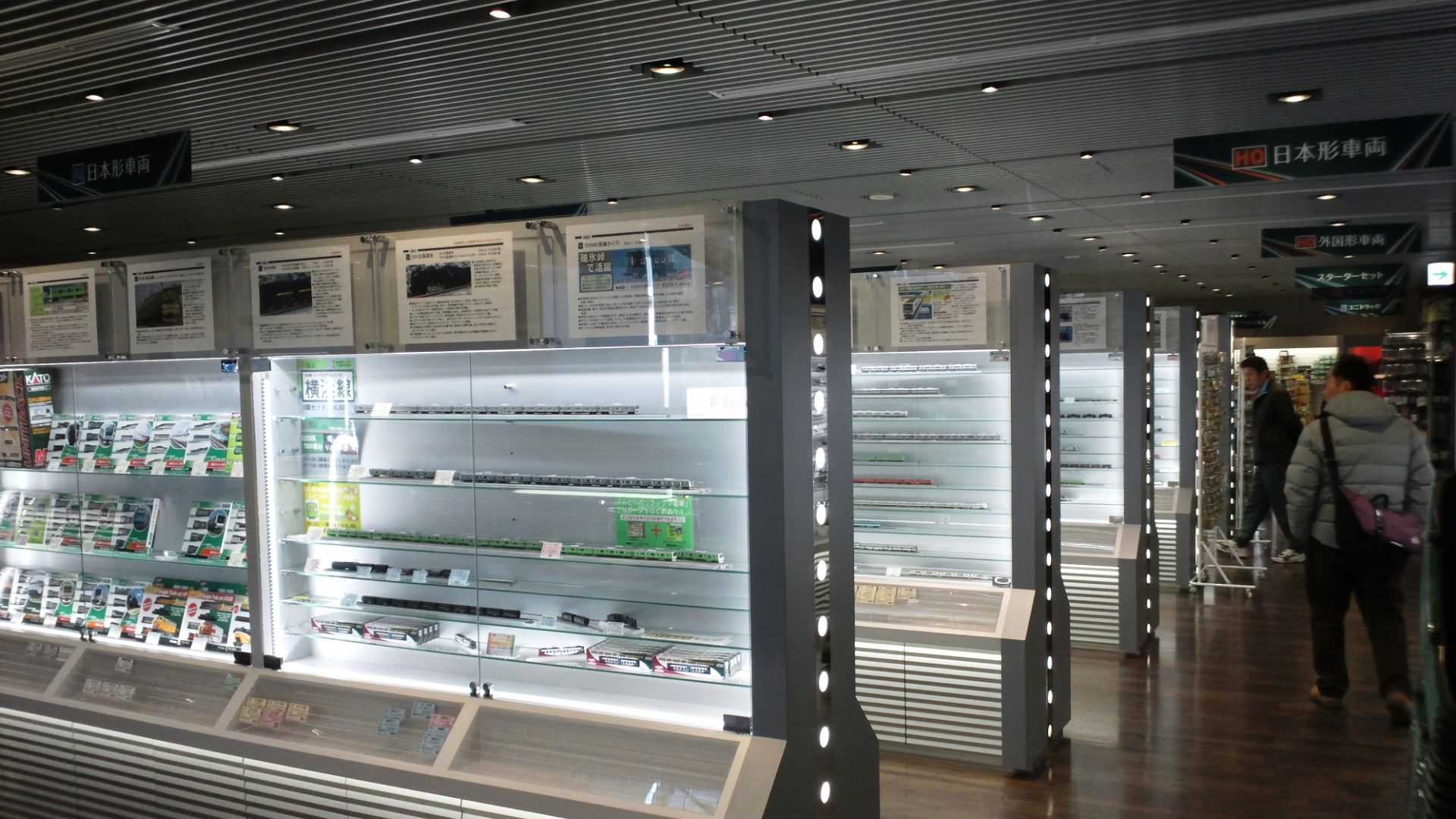
車両陳列エリア。購入する場合は下部の購入札をカウンターに持参する。
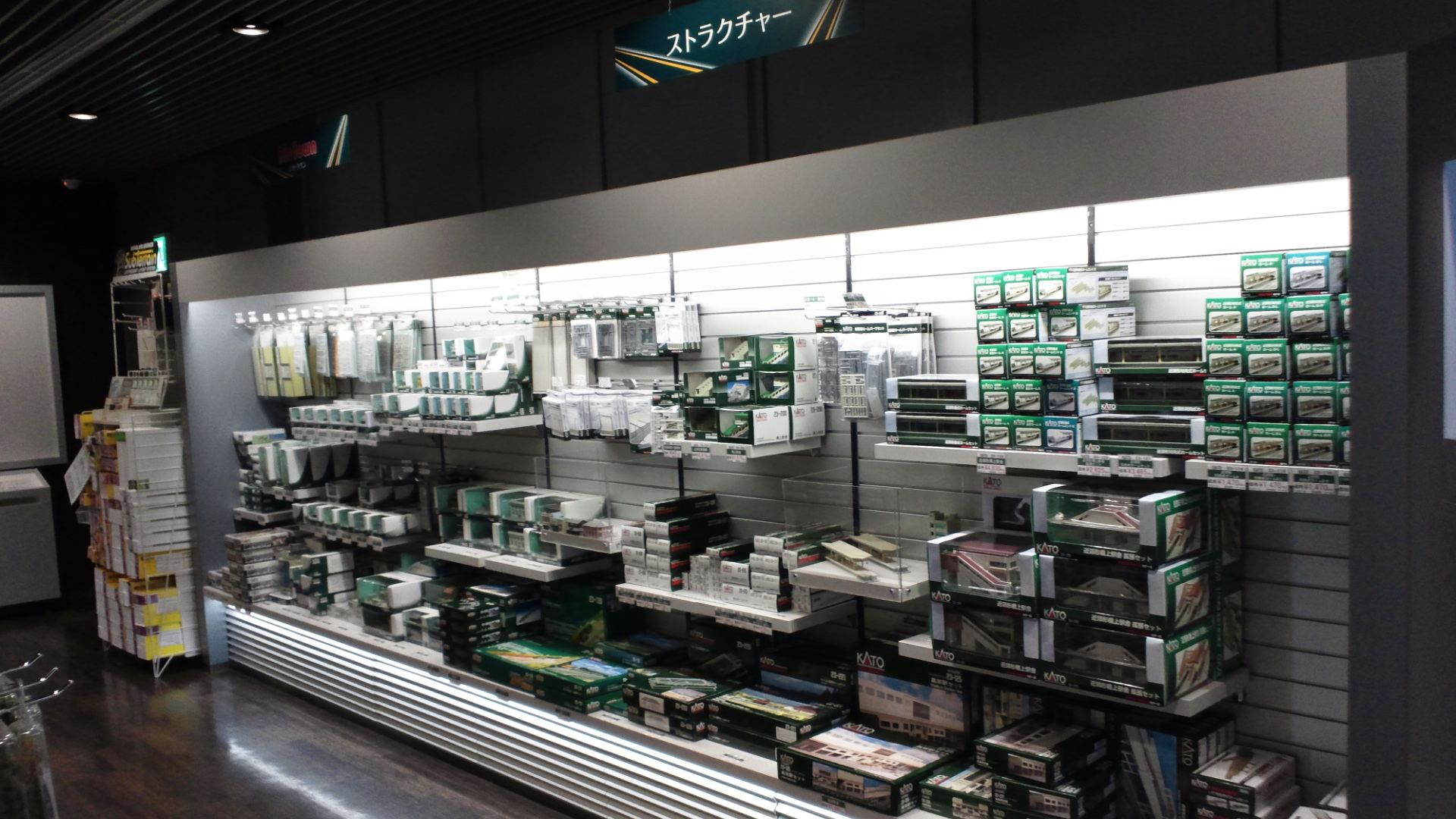
ストラクチャー販売エリア
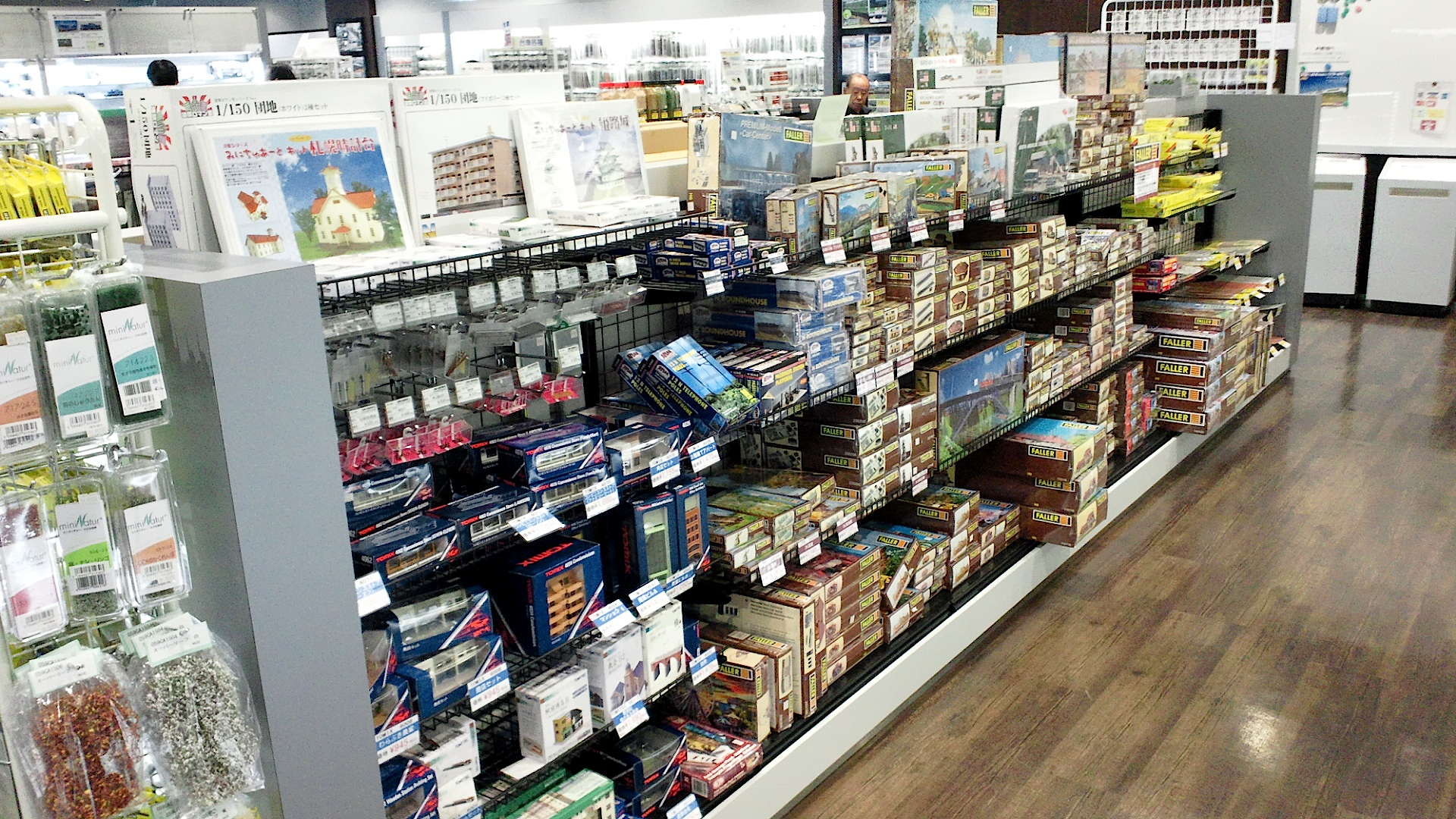
輸入品や国内他社のストラクチャー販売エリア
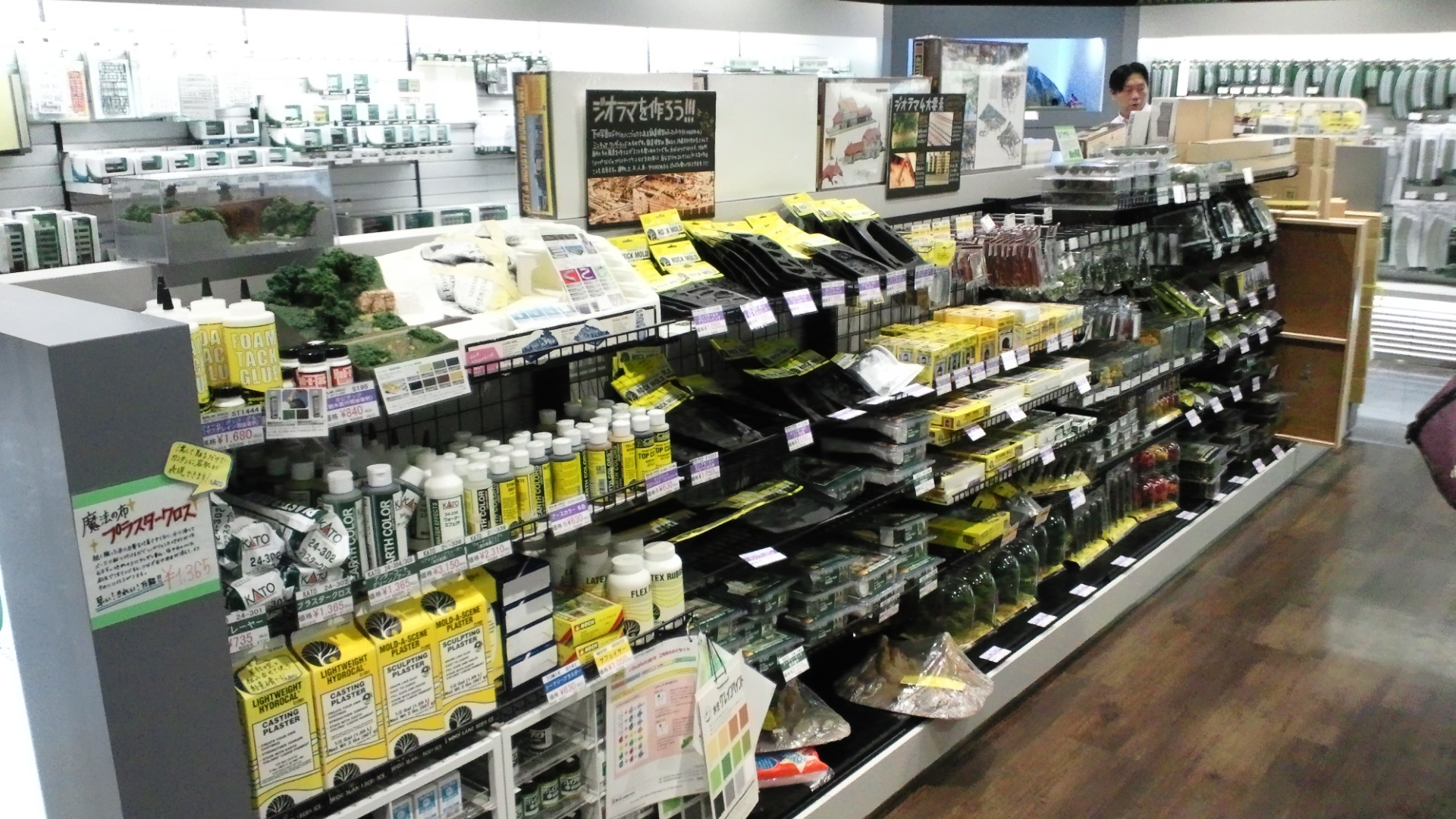
レイアウト用品販売エリア
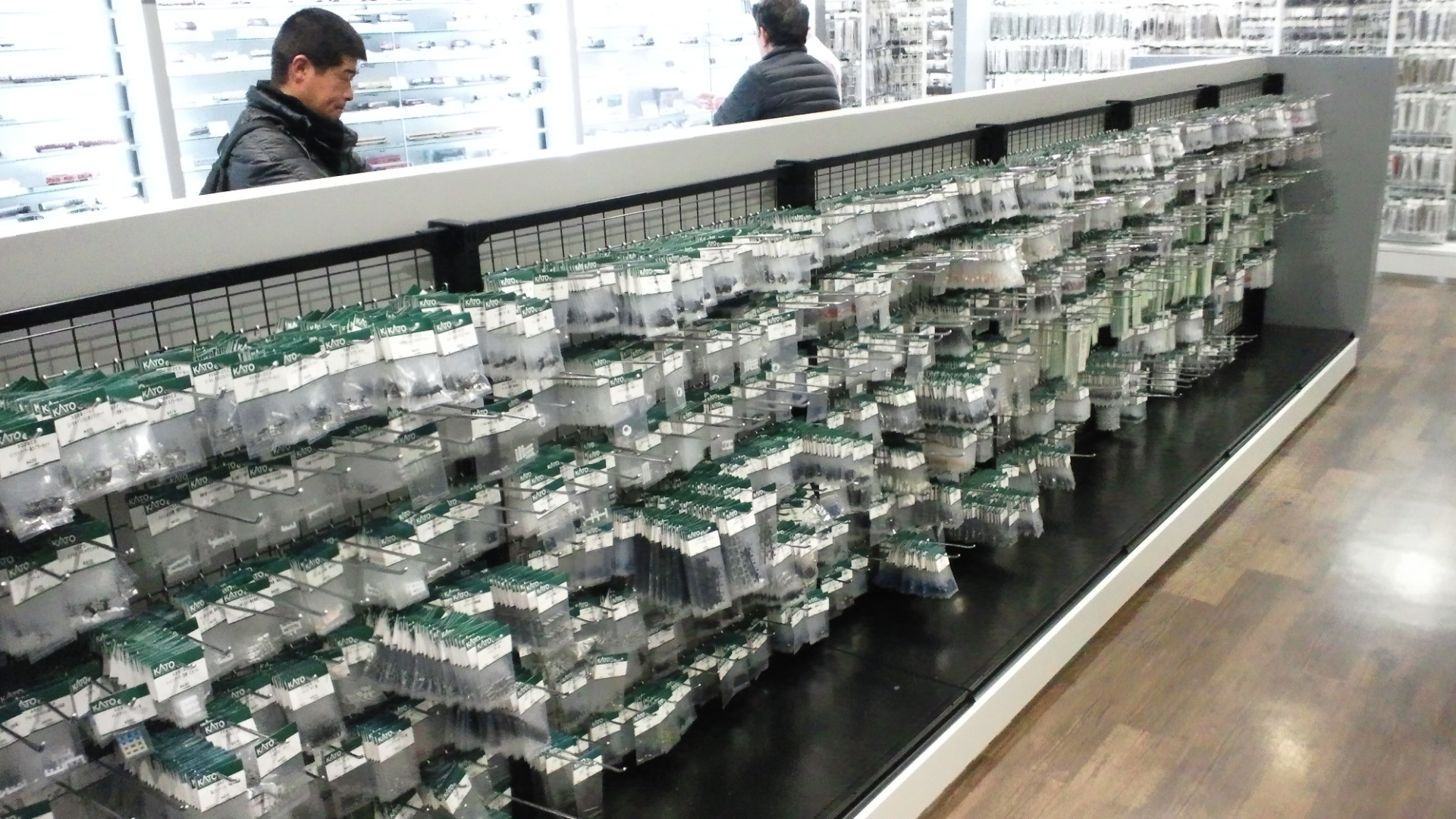
Assyパーツ販売エリア

大形レイアウトでの鉄道模型の展示走行
店舗入ってそばに実感的な情景、長大な線路長を誇るNゲージ・HOゲージ大形レイアウト（鉄道ジオラマ）を常設。Nゲージのレイアウトを囲むようにHOゲージの線路が配置されている。このレイアウトは、架線柱をマグネット接続にするなどのメンテナンス性にも配慮した設計がなされ、看板デザイナーが設計したミニチュアの看板など、細部にこだわった造りとなっている。2階には、商品購入者を対象にした「運転体験レイアウト」も設置されている。

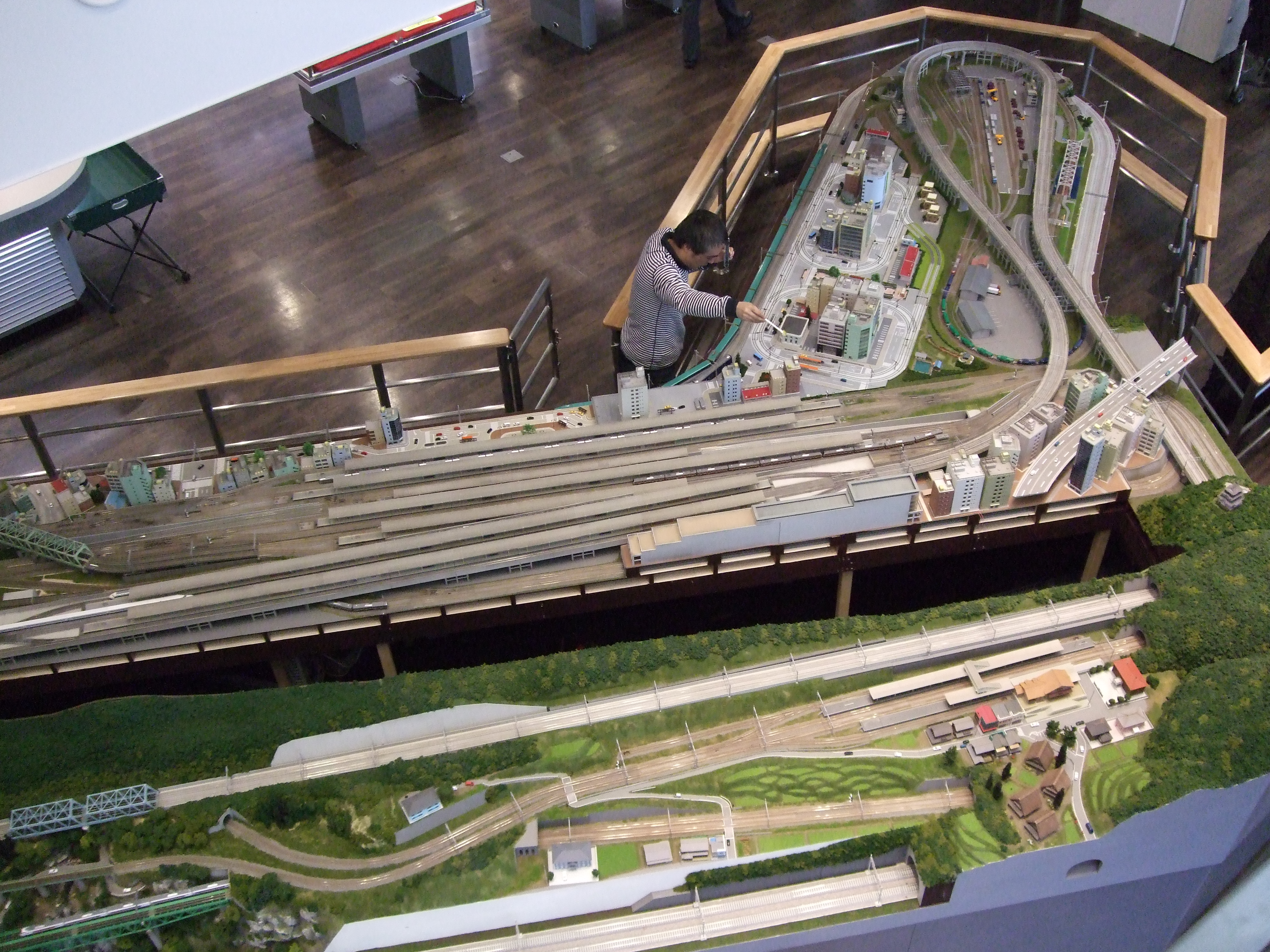
1階のN・HOゲージの大型レイアウト
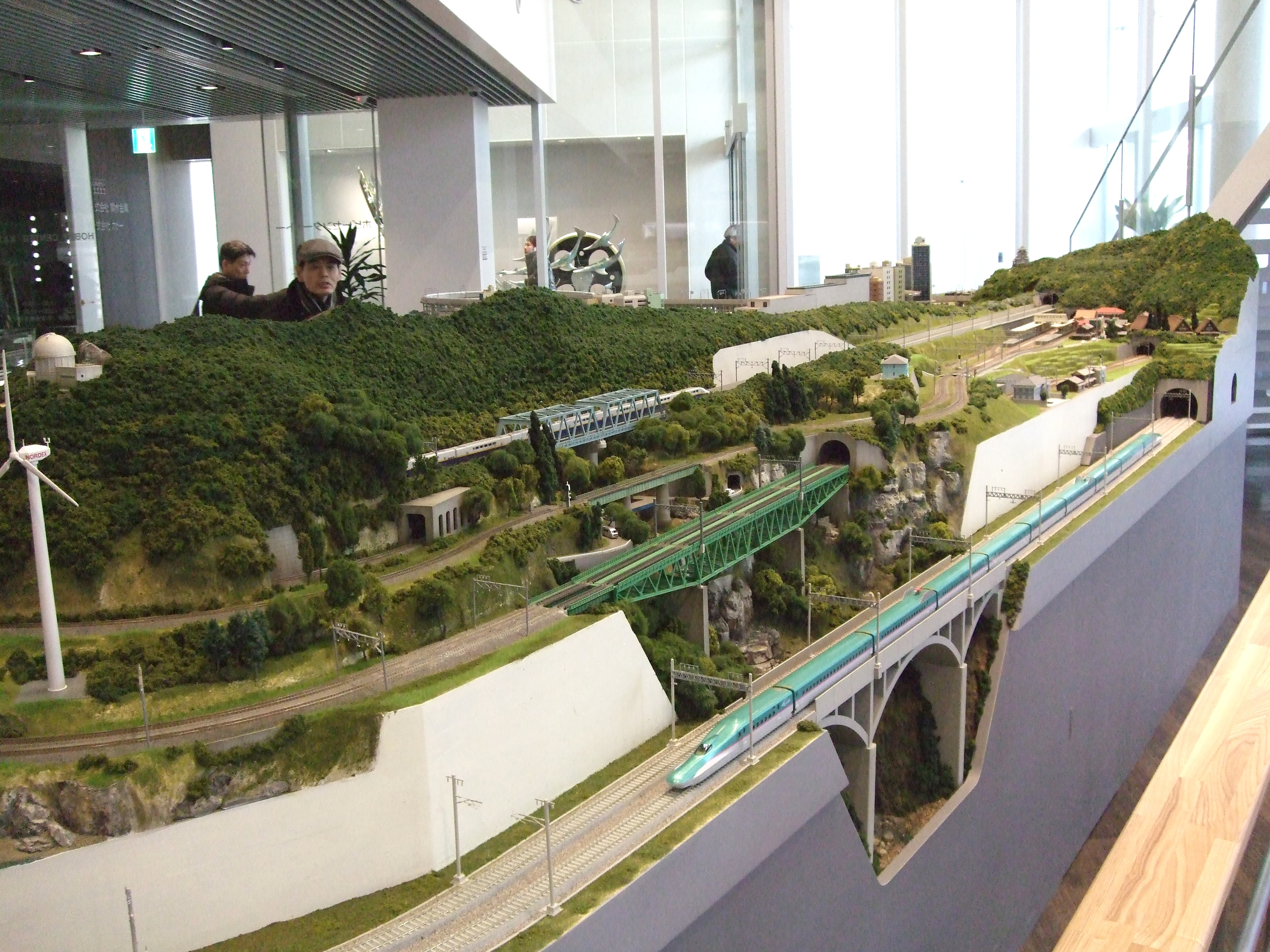
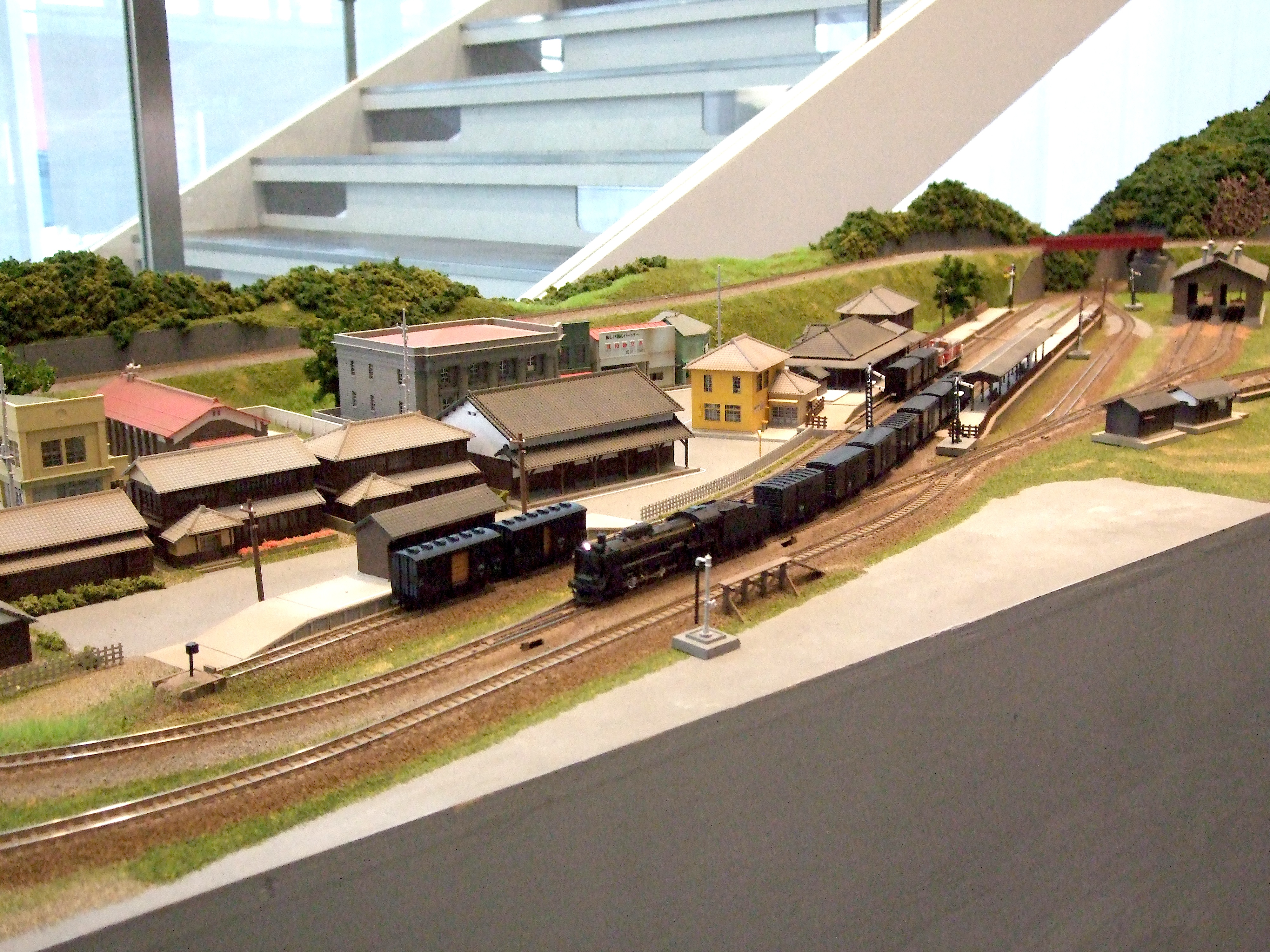
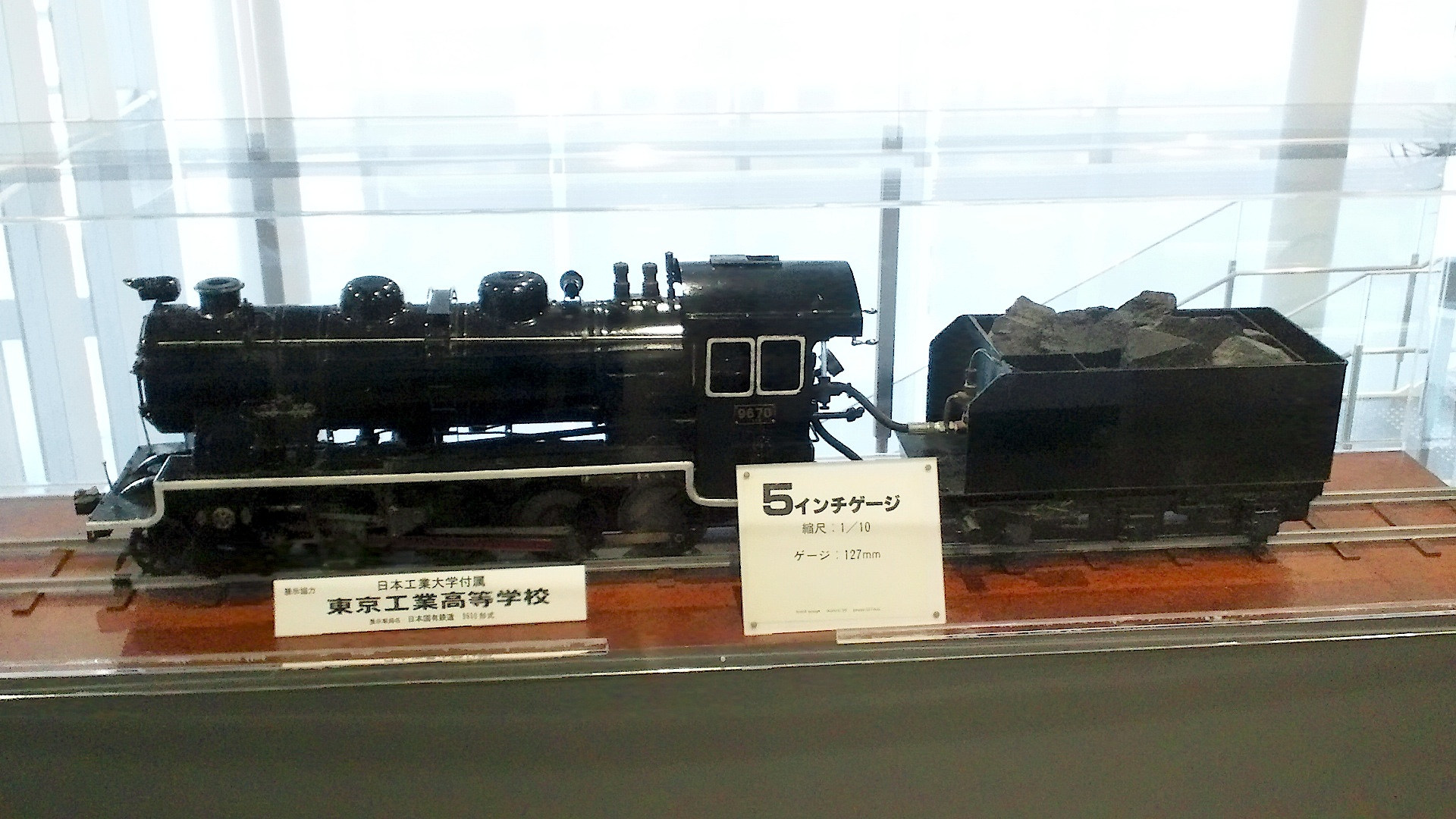
2階に展示されている国鉄9600形蒸気機関車の5インチゲージ模型
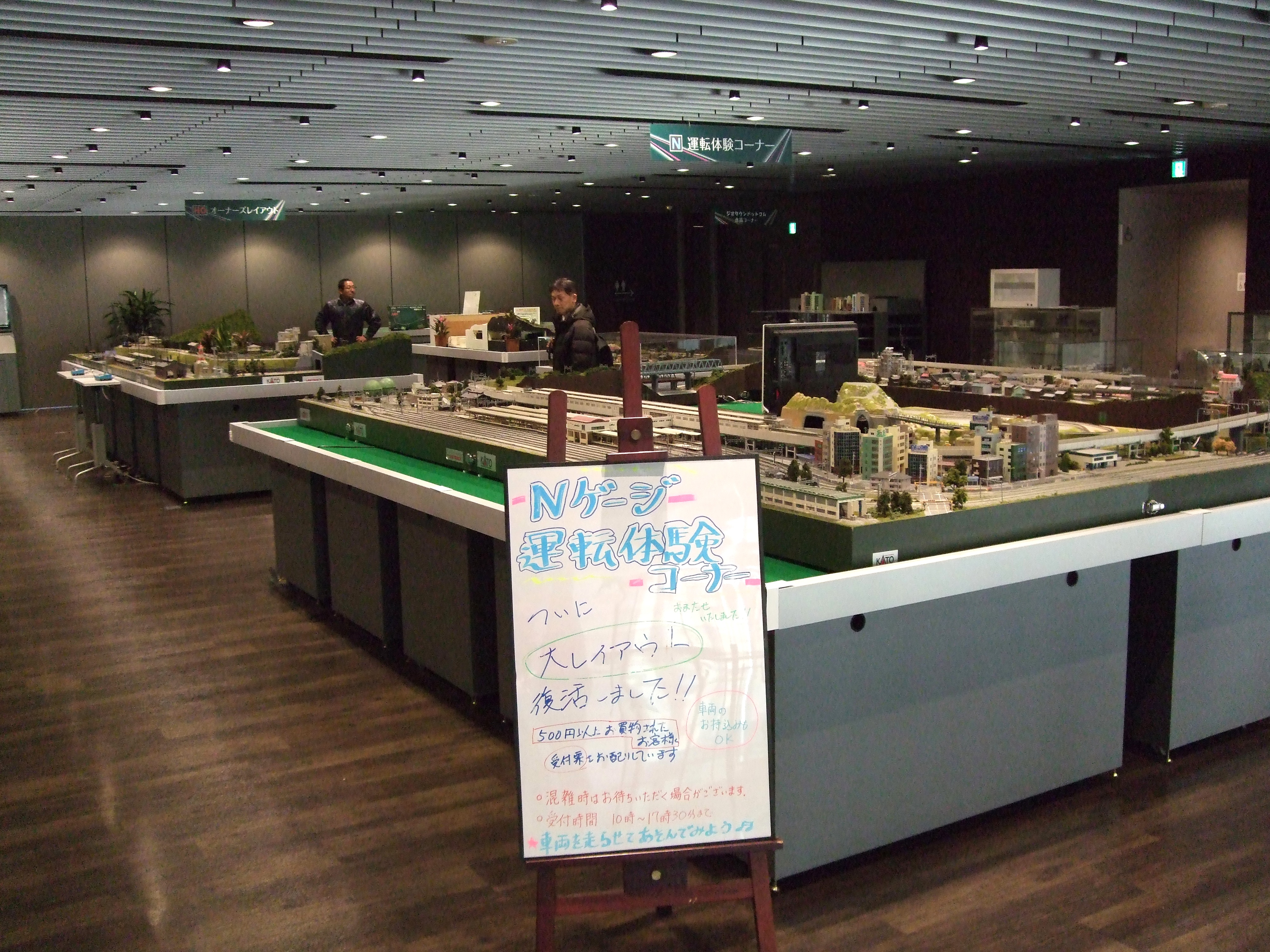
2階の運転体験コーナー

催事スペース
店舗2階の奥がイベントスペースとなっており、販売店向けの新製品説明会や鉄道模型クラブによる公開運転会、「ホビセンフェスティバル」と名付けられた付けられた一般客向けのイベントなどが定期的に催されている。
イベントホール
本社5階にレセプションルームと屋上庭園を備える。レイアウト制作教室やメンテナンス講習会、Nゲージ運転会など、鉄道模型に関する各種イベントの開催が可能。

### 沿革

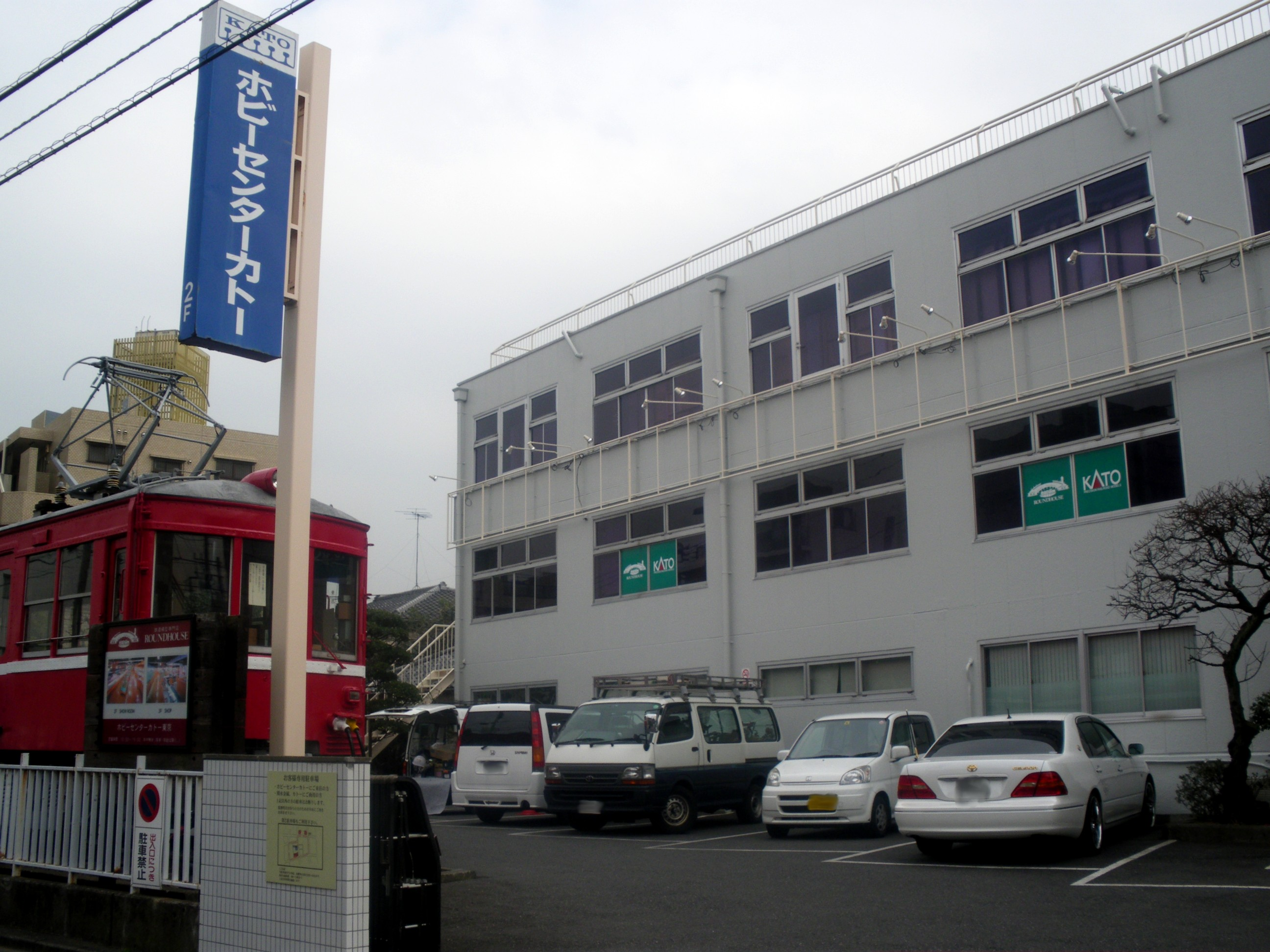
旧店舗

- 1977年7月 - 新宿区高田馬場にショールーム開設
- 1986年5月 - 西落合に関水金属本社移転とともにホビーセンターカトー開業
- 2001年3月1日 - 東京店2階にDCC（デジタルコマンドコントロール）関連製品の展示・販売・サポートやDCCの取付・加工販売を行う「KATOカスタムショップ」を開設[8][9]。
- 2012年
  - 11月25日 - 店舗ビル立て替え工事のため、旧店舗での営業を終了[10]
  - 12月18日 - 2014年2月16日まで歌舞伎町（東新宿駅徒歩1分）にて仮営業[11]
- 2014年2月22日 - カトー本社新社屋内にて再オープン[4]

### アクセス
- 落合南長崎駅より徒歩5分。駅A1出口から新青梅街道を渡って右に歩き、右カーブの地点からそのまま脇道に直進する。
- ホビーセンターカトー（カトー本社）より南西方向に50m程下った所に、2011年まで日本鉄道模型の会の事務局を置いていたことでも知られる[12]関水金属の本社（西落合1-30-15）[1]が所在し、1970年代のカタログ裏表紙に掲載されていた「フランス国鉄231E型が牽引するFlèche d’Or」のタイル壁画がある。

## 大阪店
大阪府吹田市豊津町12-15の江坂駅近くに所在。江坂に移転する前（1980年代）は大阪市浪速区難波中の南海難波駅近くにあった。
2016年3月19日に「KATO京都駅店」として移転・リニューアルすることに伴い、3月10日をもって閉店した。

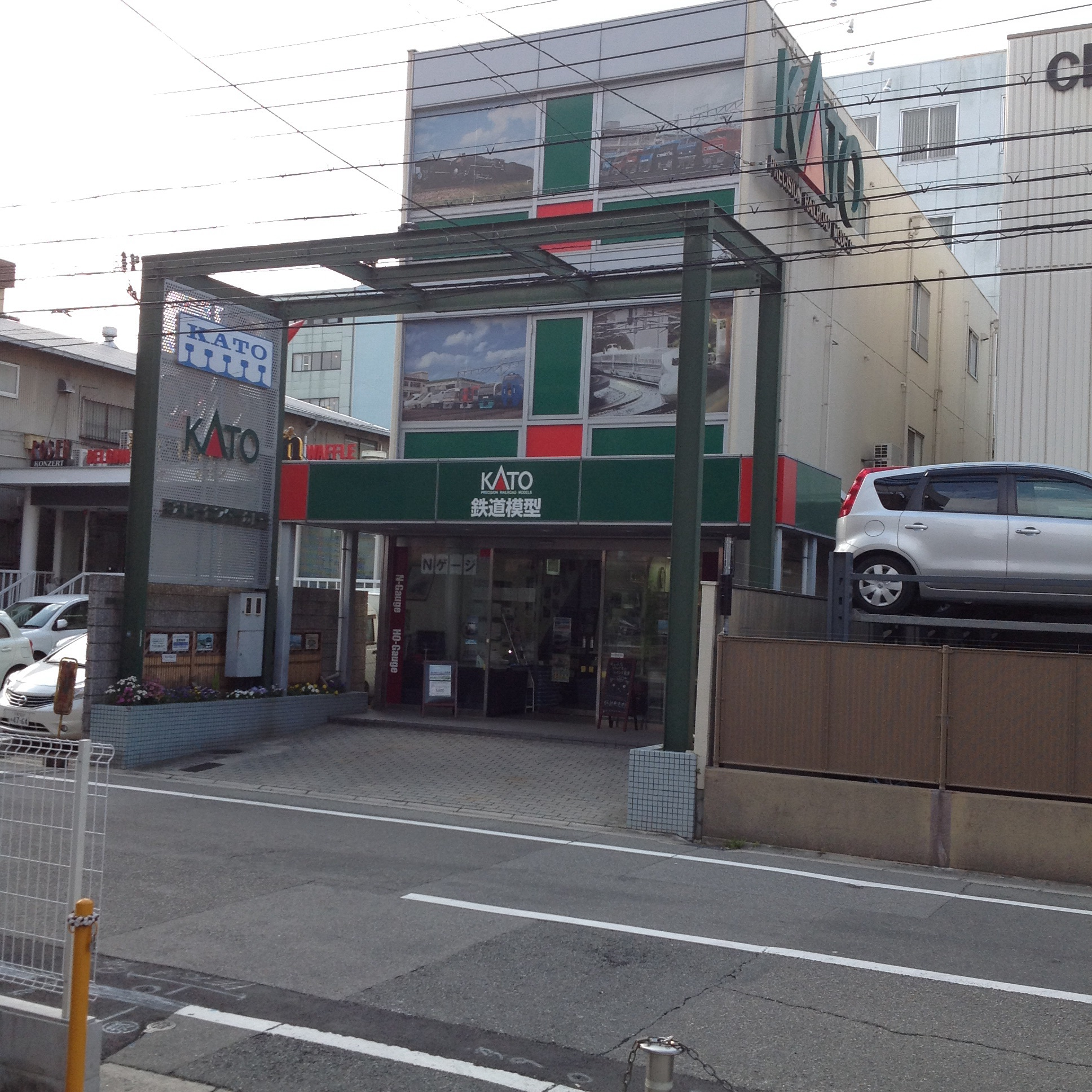
ホビーセンターカトー大阪店
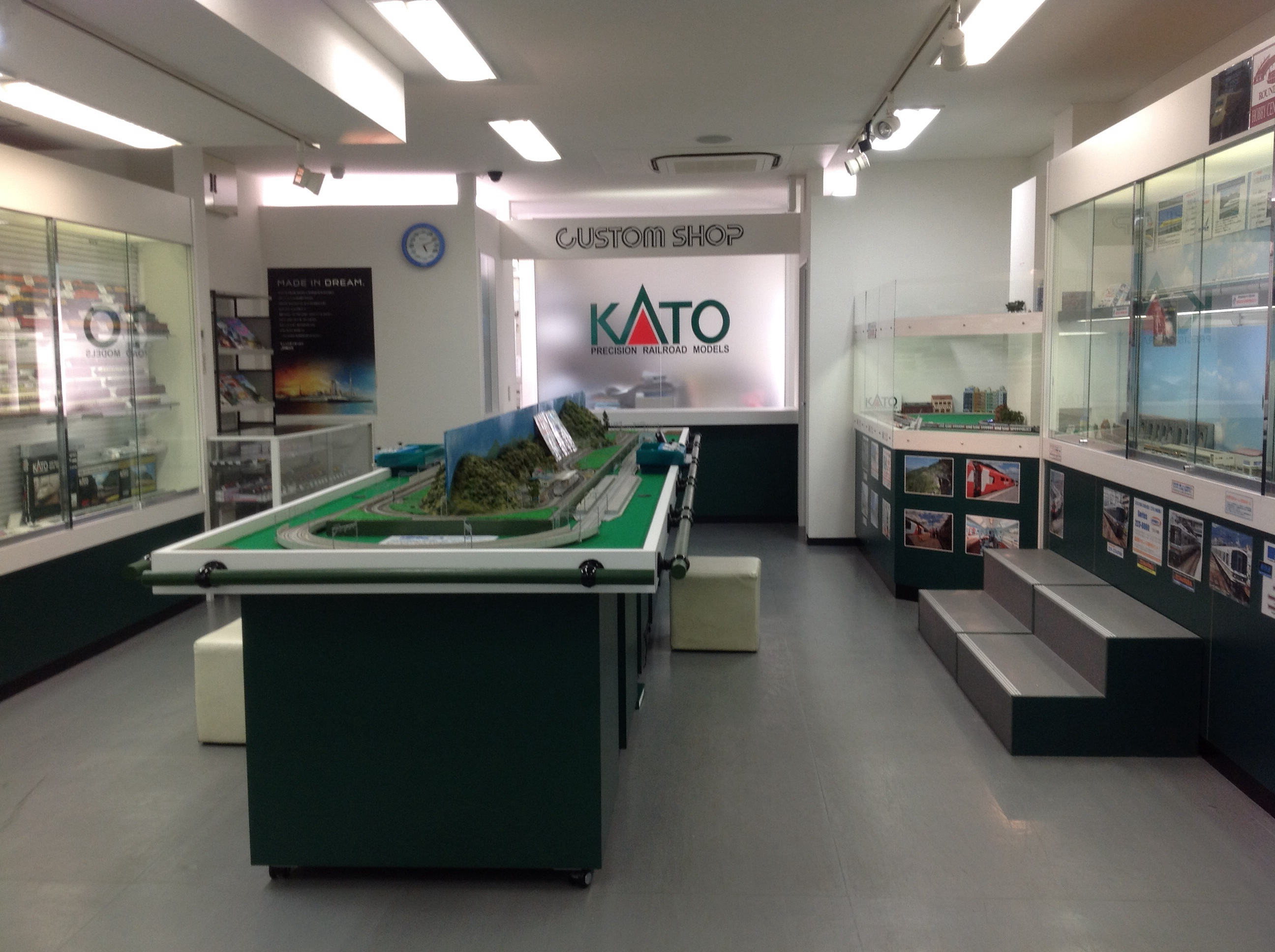
大阪店 店内

## KATO京都駅店
2016年3月19日、大阪店にかわって新たに京都駅駅ビル9階にオープンした、“「和」をモチーフとした”、“新しいコンセプトショップ”。東京店同様、修理カウンターを設けている。オリジナルグッズも販売されている。京都駅店特製品以外にも、カタログに載っている通常車種に於いてもナンバー取り付け加工済み等の軽加工品、購入して直ぐに遊べる物が多数陳列されている。「京のおもたせチビロコセット (ポケットラインの独自カラーリング)」、梅小路運転区のDE10 1156（嵯峨野観光鉄道予備機）やC62 2などの限定製品を扱っている。店内は非常に狭い為、ジオラマは非常に小規模となる。狭いながらもAssyパーツの在庫は豊富である。

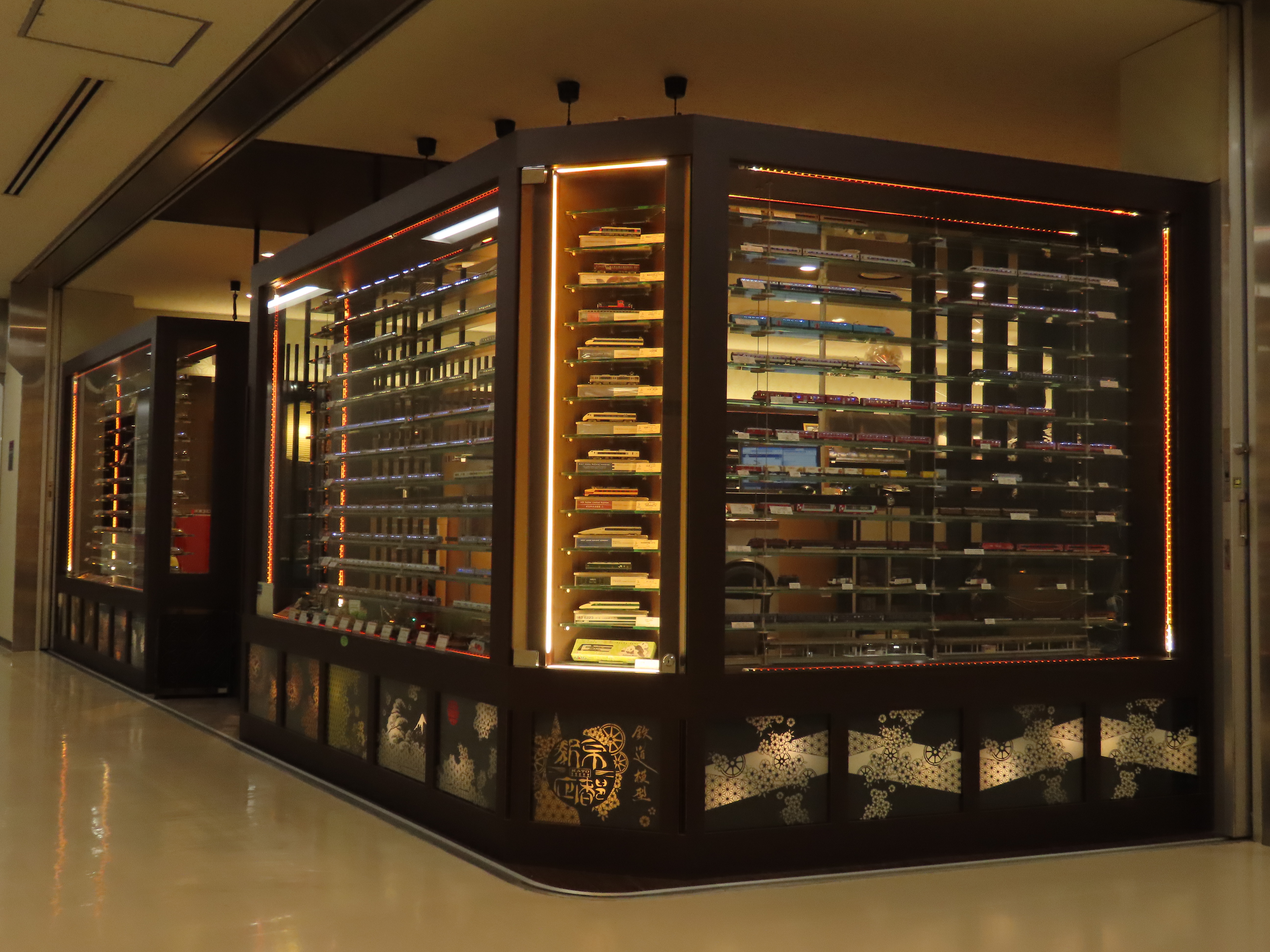
KATO京都駅店

## ラウンドハウス
ホビーセンターカトーはKATO製品をベースにした自社企画品を『ラウンドハウス』ブランドで多数発売している（一般の流通ルートに乗っているため他の鉄道模型店でも購入できる）。主な製品は車両の塗装変更品やKATO製品のメイクアップパーツ（例としては国鉄DF50形ディーゼル機関車の交換用部品、国鉄43系客車のアルミサッシ化改造を再現した窓ガラスパーツ、国鉄キハ30系気動車の前照灯をシールドビームに交換するパーツなど）である。KATOのコーポレートカラーは緑だが、ラウンドハウス製品は緑の補色である赤をパッケージに用いている。
2016年6月発売の「阪急6300系 京とれいん」からは、「ホビーセンターカトー」ブランドでの発売となった。
このほか、ファーラー社製ストラクチャー等の輸入製品、アメリカ型車両やアメリカ向け製品で使用されるカプラーパーツなどKATO USA販売の製品、T-Trak規格のモジュールボードなどがホビーセンターカトー取扱商品として全国の模型店に流通している。

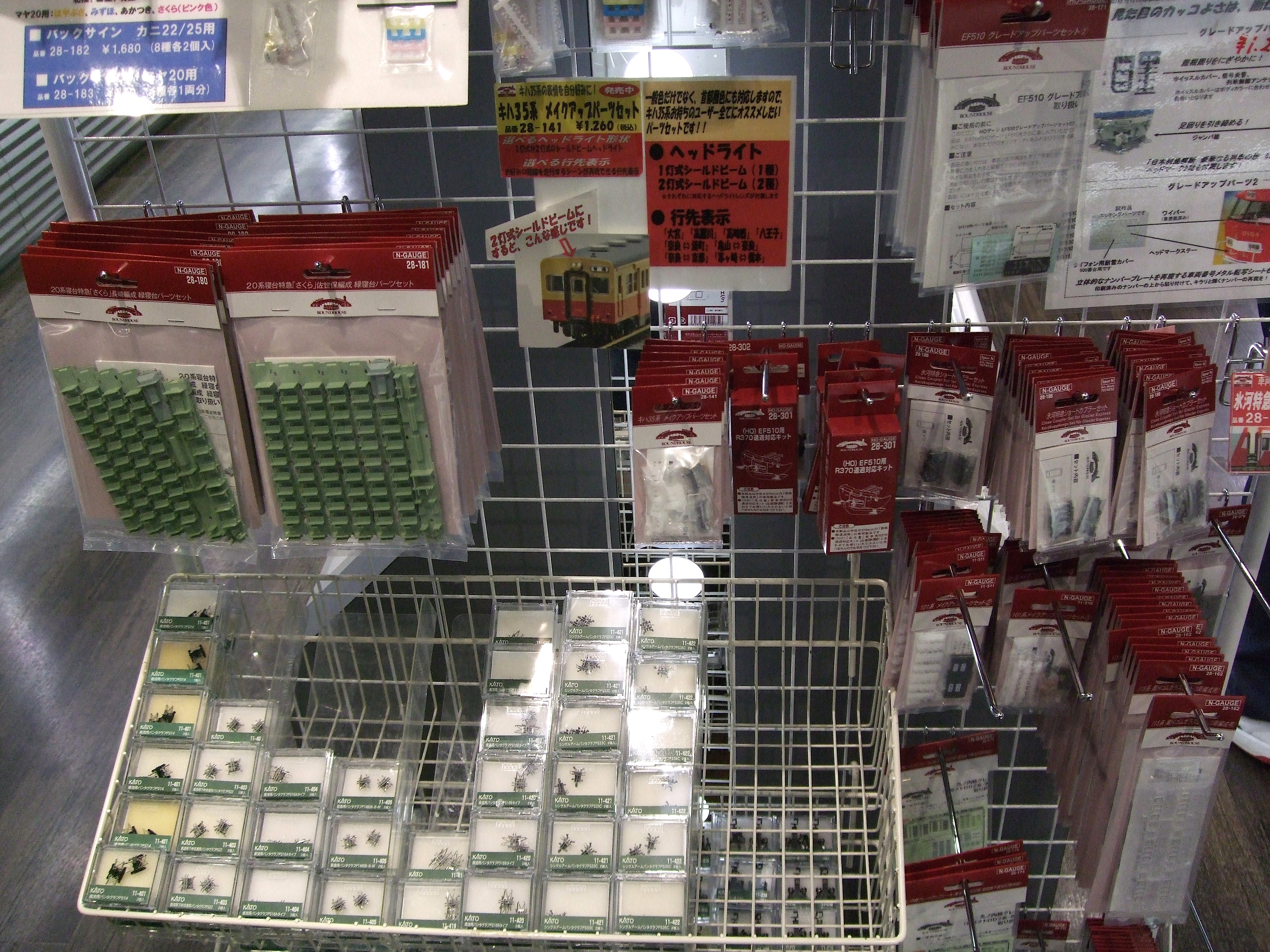
ラウンドハウス製品は赤のパッケージで販売されている
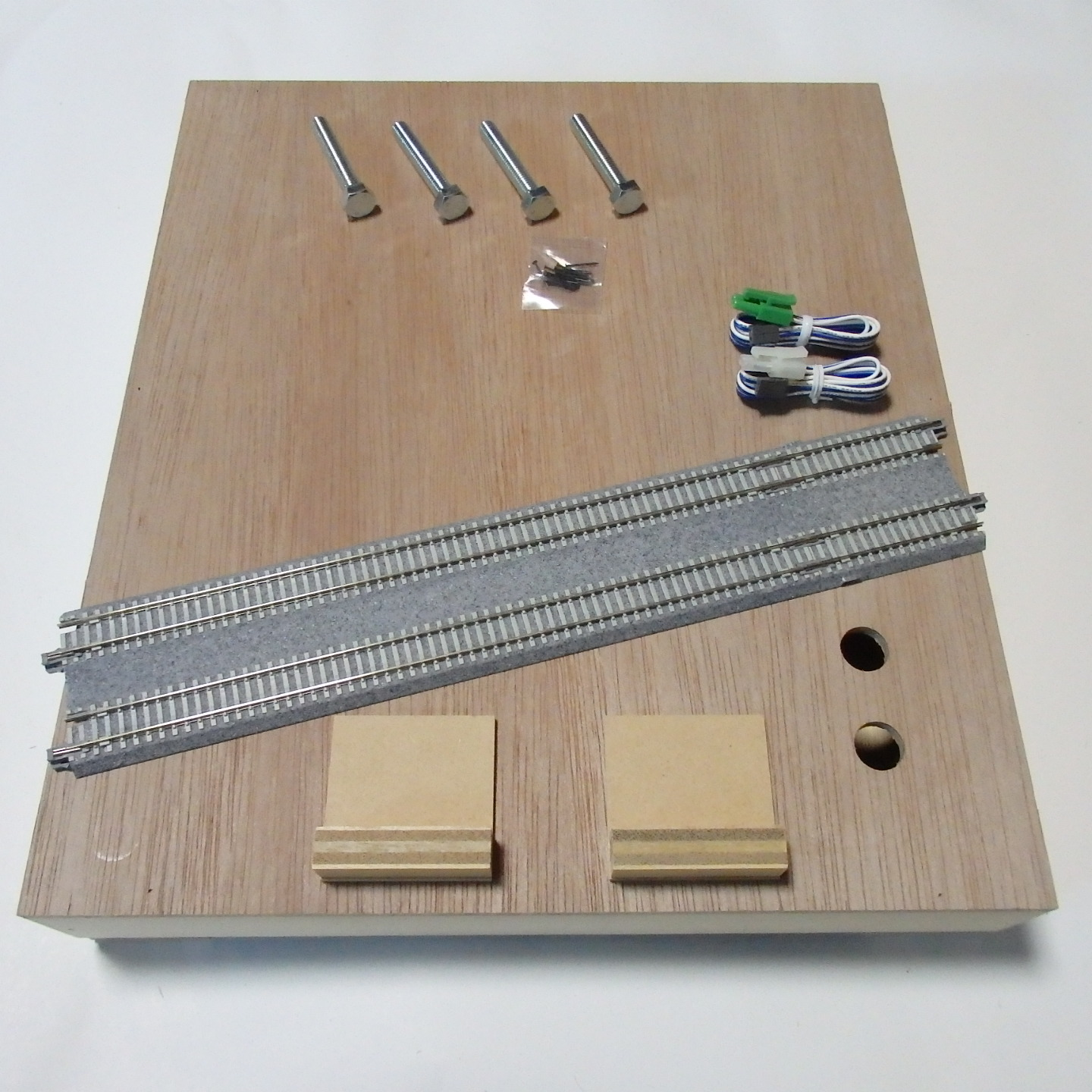
ホビーセンターカトーが販売するT-Trak（英語版）用モジュールキットのシングルサイズ